# Liberale Parti (UK)
|  | For det nuværende britiske liberale parti, se Liberaldemokraterne. For andre partier se Liberal Party of Australia og Liberal Party of Canada. |
Det Liberale Parti (en. Liberal Party) var en liberal politisk bevægelse som var et af de to vigtigste politiske partier i Storbritannien i det 19. og tidlige 20. århundrede. Derefter dalede partiets indflydelse, men ikke før det havde bevæget sig hen imod socialliberalisme og indført vigtige elementer i den britiske velfærdsstat.
Blandt partiets vigtigste ledere gennem tiderne var premierministrene William Gladstone (1868-74, 1880-85, 1886, 1892-94), H. H. Asquith (1908-16) og David Lloyd George (1916-22). Ved slutningen af 1920'erne havde Labour-partiet overtaget rollen som de Konservatives primære rivaler. Efter mange årtiers tilbagegang indgik partiet en alliance med en udbrydergruppe fra Labour i 1981, og de to partier fusionerede officielt i 1988 og dannede de nuværende Liberal Democrats.

## Historie
Under de engelske borgerkrige (1642-1651) blev Republikken under Oliver Cromwell, støttet af Rundhovederne (Roundheads), mens Kavalererne (Cavaliers) støttede kongemagten.
Under Karl II (konge 1660-1685) skiftede rundhovederne navn til Whigs. Whig-partiet ønskede mere magt til Parlamentet og mindre magt til kongen, mens Toryerne havde det modsatte synspunkt.
I 1800-tallet opstod der Whig-partier i flere engelsk-talende lande. Således var fire af USAs præsidenter i 1841-1853 medlemmer af Whig-partiet. Desuden havde den senere republikaner Abraham Lincoln været medlem af Whig-partiet.
Fra 1839 begyndte nogle britiske Whigs at kalde sig Liberale. Det Liberale Parti blev officielt grundlagt i 1859. De liberale stod bag de fleste større reformer i Storbritannien helt frem til begyndelsen af 1920'erne. Reformperioden blev indledt med Parlamentsreformen i 1832. De liberale forsøgte også at give Irland selvstyre (home rule), men denne reform faldt på grund af konservativ modstand i Overhuset.